# 34 Persei
Désignations
34 Persei (en abrégé 34 Per) est une étoile binaire de la constellation boréale de Persée, distante d'environ 540 années-lumière de la Terre. Elle est visible à l'œil nu avec une magnitude apparente combinée de 4,67.

## Environnement stellaire
Le système de 34 Persei présente une parallaxe annuelle 6,05 ± 0,36 telle que mesurée par le satellite Hipparcos, ce qui permet d'en déduire qu'il est distant de 540 ± 30 a.l. (∼ 166 pc) de la Terre. Il se rapproche du système solaire à une vitesse radiale de −3,5 km/s. 34 Persei est membre de l'amas d'Alpha Persei.

## Propriétés
L'étoile primaire du système, désignée 34 Persei A, est une étoile bleu-blanc de la séquence principale de type spectral B3V qui brille d'une magnitude apparente visuelle de 4,76. Son âge est estimé être de 29 millions d'années. Elle tourne rapidement sur elle-même à une vitesse de rotation projetée de 200 km/s. L'étoile est 6,9 fois plus massive que le Soleil et son rayon est de 3,1 rayons solaires. Elle est 671 fois plus lumineuse que l'étoile du système solaire et sa température de surface est de 16 421 K.
L'étoile secondaire du système, désignée 34 Persei B, brille d'une magnitude visuelle de 7,34. En date de 2016, elle était localisée à une distance angulaire de 0,6 seconde d'arc et à un angle de position de 141° de 34 Persei A.